# 525
525(오백이십오)는 524보다 크고 526보다 작은 자연수다.

## 수학
- 합성수로, 그 약수는 총 12개다. (1, 3, 5, 7, 15, 21, 25, 35, 75, 105, 175, 525)
  - 525의 진약수의 합은 467이므로, 525는 부족수다.
- 회문수다.
- 9번째 육각뿔수다. 앞의 육각뿔수는 372, 다음은 715다.
- {\displaystyle 525=10^{2}+13^{2}+16^{2}=2^{2}+11^{2}+20^{2}}
  - 공차가 3인 세 자연수(10, 13, 16)의 제곱합으로 나타낼 수 있는 수다. 이 성질을 지닌 앞의 수는 450, 다음 수는 606이다.
  - 공차가 9인 세 자연수(2, 11, 20)의 제곱합으로 나타낼 수 있는 수다. 이 성질을 지닌 앞의 수는 462, 다음 수는 594다.
- {\displaystyle 76^{2}-1}은 525로 나누어떨어진다.

## 교통

### 철도
- 수도권 전철 5호선 신길역의 역번호.

### 도로
- 525번 지방도: 충청북도 괴산군 칠성면에서 음성군 감곡면까지 이어지는 대한민국의 지방도.
- 현도 제525호선

## 군사
- U-525(영어판): 제2차 세계 대전에 사용된 나치 독일의 군용 잠수함.

## 문화유산
- 대한민국의 보물 제525호: 삼국사기 (해제)[a]
- 대한민국의 사적 제525호: 파주 이이 유적

## 작품
- K. 525: 모차르트의 실내악곡 《아이네 클라이네 나흐트무지크》의 쾨헬 번호.

## 방송
- KT HCN의 리빙TV 채널 번호.

## 기타
- 날짜: 5월 25일
- 연도: 525년, 기원전 525년

### 내용주
1. ↑  2018년부로 보물 지정 해제되었으며, 국보로 승격되었다.